# 맨 오브 스틸
《맨 오브 스틸》(영어: Man of Steel)은 DC 코믹스 슈퍼맨을 그린 슈퍼히어로 영화이다. 잭 스나이더가 감독을 맡았으며, 크리스토퍼 놀런이 제작 및 원안, 데이비드 S. 고이어가 각본 및 원안을 맡았다. 1978년 영화 슈퍼맨에서 시작한 슈퍼맨 시리즈를 리부트한 영화으로 칼 엘 / 클라크 켄트 / 슈퍼맨 역할에는 헨리 카빌, 히로인 로이스 레인에는 에이미 애덤스가 캐스팅되었으며, 마이클 섀넌, 케빈 코스트너, 러셀 크로 등 이 주요 인물로 출연하였다. 2011년 8월부터 주요 촬영에 들어갔으며, 워너 브라더스 배급으로 대한민국에서는 2013년 6월 13일에 개봉하였다. 영화는 전세계에서 약 6억 3천만 달러(한화 약 7천 5백억원)의 흥행수입을 올렸다.

## 줄거리
클라크 켄트는 죽어가는 행성 크립톤에서 지구로 보내진 뒤, 조너선과 마사 켄트 부부에 입양되어 성장하였다. 세계에 위기가 찾아 왔을 때, 그는 지구와 지구인을 지키는 영웅, 슈퍼맨으로 일어선다.

## 캐스팅
- 헨리 카빌 - 칼 엘 / 클라크 켄트 / 슈퍼맨

크립톤 행성에서 태어났지만 친아버지인 조 엘이 지구로 보내 지구인 조너선 켄트와 마사 켄트의 아들로 자란다.
- - 쿠퍼 팀벌린 - 클라크(9세)
  - 딜런 스프레이베리 - 클라크(13세)
- 에이미 애덤스 - 로이스 레인

데일리 플래닛 신문사의 기자.
- 마이클 섀넌 - 조드 장군

크립톤 행성의 장군. 칼 엘을 찾아 지구로 온다.
- 케빈 코스트너 - 조너선 켄트

클라크 켄트의 양아버지.
- 다이앤 레인 - 마사 켄트

클라크 켄트의 양어머니.
- 로런스 피시번 - 페리 화이트

데일리 플래닛 신문사의 편집장.
- 러셀 크로 - 조 엘

크립톤 행성의 과학자이자 칼 엘의 친아버지.
- 아예렛 주러 - 라라 로 반

크립톤인이자 칼 엘의 친어머니.
- 안톄 트라우에 - 파오라

조드 장군의 부하.
- 크리스토퍼 멜로니 - 네이선 하디 대령
- 해리 레닉스 - 캘빈 스완윅 장군
- 크리스티나 렌 - 캐리 패리스 대위
- 리처드 시프 - 에밀 해밀턴 박사
- 매켄지 그레이 - 잭스 어
- 타모 페니킷 - 제드 유뱅크스
- 마이클 켈리 - 스티브 롬바드
- 리베카 불러 - 제니 저위치
- 제이딘 굴드 - 라나 랭
- 로윈 칸 - 케이 브래버먼
- 조지프 크랜퍼드/잭 폴리(아역) - 피트 로스
- 칼라 구지노 - 켈로(목소리 출연)

## 같이 보기
- 슈퍼맨
- 슈퍼맨 2
- 슈퍼맨 3
- 슈퍼맨 4
- 슈퍼맨 리턴즈
- 배트맨 대 슈퍼맨: 저스티스의 시작